# Vellozia punctulata
Vellozia punctulata är en enhjärtbladig växtart som beskrevs av Moritz August Seubert. Vellozia punctulata ingår i släktet Vellozia och familjen Velloziaceae. Inga underarter finns listade.